# Vernon Pugh
Vernon Pugh (5. července 1945 – 24. dubna 2003) byl velšský ragbista. Narodil se v místě zvaném Glynmoch, které se nachází mezi Ammanfordem a Glanammanem na jihu Walesu. Jeho otec pracoval jako horník. Docházel na Amman Valley Grammar School, kde byl jeho spolužákem například pozdější televizní hlasatel Roy Noble. Později studoval na Aberystwythské univerzitě a následně na cambridgeské Downing College. Později hrál například za klub Cardiff HSOB. V letech 1993 až 1997 byl předsedou Velšské ragbyové unie. V září 2002 mu byla diagnostikována rakovina. Zemřel v jihovelšském městě Penarth ve věku 57 let.